# Антибольшевистское восстание в Северном Казахстане (1921)
Антибольшевистское восстание в Северном Казахстане (Иши́м—Петропа́вловское восстание) (31 января — 22 марта 1921 года) — крупнейшее антибольшевистское вооружённое выступление крестьян, казахов и казаков в Северном Казахстане. Часть Западно-Сибирского восстания.

## Предыстория
20 июля 1920 г. Совнарком принял декрет «Об изъятии хлебных излишков в Сибири», согласно которому на регион была наложена разверстка в 110 млн пудов хлеба — треть от всего РСФСР. Примерно пятая часть задания (около 20 млн пудов) приходилась на районы Казахстана – Петропавловский, Акмолинский, Кокчетавский, Атбасарский уезды. При этом по территории нормативы распределялись, ориентируясь не на реальные излишки у населения, а на нужды армии. К тому же, 1920 год отметился неурожаем.
Русско-украинское крестьянство было обязано сдавать хлеб, мясо, масло, молоко, яйцо, овощи, табак. Казахов-кочевников обязали сдавать живой скот, а также шкуры, рога, копыта, конские волосы. Нормы развёрстки за год выполнялись только на треть или половину, в ответ на что требования властей только усилялись — в конце года начал изыматься даже необмолоченный хлеб. При этом власти отчитывались о случаях произвола, вплоть до отъёма у крестьян одежды.
Об этом же писали сами кокчетавские повстанцы в своей листовке: «…ни с чем не сообразная разверстка на предметы нашего труда, бесконечная подводная повинность, постоянные страхи за лишнее сказанное слово, за лишний кусок хлеба, тряпку, лишнюю вещь — все это жизнь нашу, и без того невеселую, обратило в ад, превратило нас в рабов, случайных выскочек, мальчишек с сомнительным прошлым и настоящим».
Первые проявления активного сопротивления крестьян начались уже в августе 1920 года, когда во Всесвятском районе Петропавловского уезда появился отряд «зелёных» в количестве 200 человек. В первых числах сентября восставшие были разбиты, однако расправа над ними только обострила ситуацию. В разных волостях стали вспыхивать неорганизованные бунты.
В конце 1920 — начале 1921 гг. на территории
Западной Сибири, включавшую и Северный Казахстан, органы местной власти стали проводить семенную развёрстку. Это нарастило недовольство крестьян, так как семена были нужны для засева в новом году после неурожайного 1920, и стало поводом для массовых вооружённых выступлений.

## Ход восстания
Восстание началось 31 января 1921 г. в Ишимском уезде Тюменской губернии и быстро перебросилось на соседние уезды.
8 февраля 1921 года весь район между северной и южной ветвями Транссиба и долинами рек Ишим и Тобол был захвачен восставшими. С целью прекратить вывоз хлеба восставшие разрушали пути и мосты на железнодорожной магистрали Омск-Челябинск. Власти были готовы к такому обороту событий, однако из происходящего сделали специфические выводы. На заседании Сибирского бюро ЦК РКП(б), проходившем 11 февраля 1921 г., председатель Сибирского революционного комитета И.Н. Смирнов сказал: «Несмотря на восстания, нажим надо продолжать. Если кровь проливается, то пусть на пользу государства. Надо нажимать». Было принято решение впредь до выполнения 75% разверстки никакое ослабление продовольственной политики не допускать.
Восстание передвинулось в Петропавловский уезд Акмолинской губернии. Повстанцы повсеместно самоорганизовывались в армейском порядке в роты, эскадроны, полки и другие соединения. Повсюду формировались повстанческие штабы, но единого штаба не было до 25 февраля.
Для подавления восстания создали полномочную «тройку», в которую вошли председатель Сибирского революционного комитета И. Н. Смирнов, помощник главнокомандующего вооружёнными силами Республики по Сибири В. И. Шорин и председатель Сибирского ЧК И. П. Павлуновский. Приказ военно-революционной тройки Кокчетава от 13 февраля 1921 г. объявил город и уезд на чрезвычайном военном положении. После неудачи попыток справится с восстанием местными силами, в том числе с помощью взятия заложников из числа местного населения, на борьбу с восставшими было переброшено несколько частей стрелковых дивизий, кавалерийские и стрелковые полки, 4 бронепоезда, а также части особого назначения (ЧОН). Последним уделялось особое внимание, так как ЧОН считались самым лояльным формированием, составляясь из членов партии и преданных коммунистов. 14 февраля 1921 г. была издана секретная инструкция «О применении высшей меры наказания в районе, охваченном восстанием».
13 февраля повстанцы захватили г. Петропавловск и несколько станций, прерывая транспортировку продовольствия по Сибирской железнодорожной магистрали, по которой продовольствие отправлялось в центральные районы РСФСР. Транспортное сообщение было прервано на три недели. Хотя казахские отряды не были многочисленны, местное казахское население массово поддерживало восставших русских крестьян, оказывая им посильную помощь, самостоятельно нападая на красноармейцев и расправляясь с советскими чиновниками. В Ишимском уезде сопротивление деревень красноармейским частям было всеобщим. В отчётах уездной власти отмечалось, что всё трудоспособное мужское население деревень уходило с повстанцами. Им не хватало оружия, и они вооружались дробовиками, вилами и пиками.   

Была создана специальная Петропавловская группа советских войск, которая уже 17 февраля выбила отряды повстанцев из Петропавловска (основная часть повстанцев была разбита только к 14 марта). 18 февраля 1921 г. И.Н. Смирнов докладывал В.И. Ленину: «Кулацко-казацкое восстание в районе Ишима-Петропавловска подавляется успешно. Движение поездов и телеграфная связь от Омска до Петропавловска и 80 верст западнее Ишима и до ст. Мамлютка восстановлены. От железной дороги движение отходит в сторону и, вероятно, выразится в разгромлении продовольственных складов в Кокчетавском уезде, в котором неспокойно». 

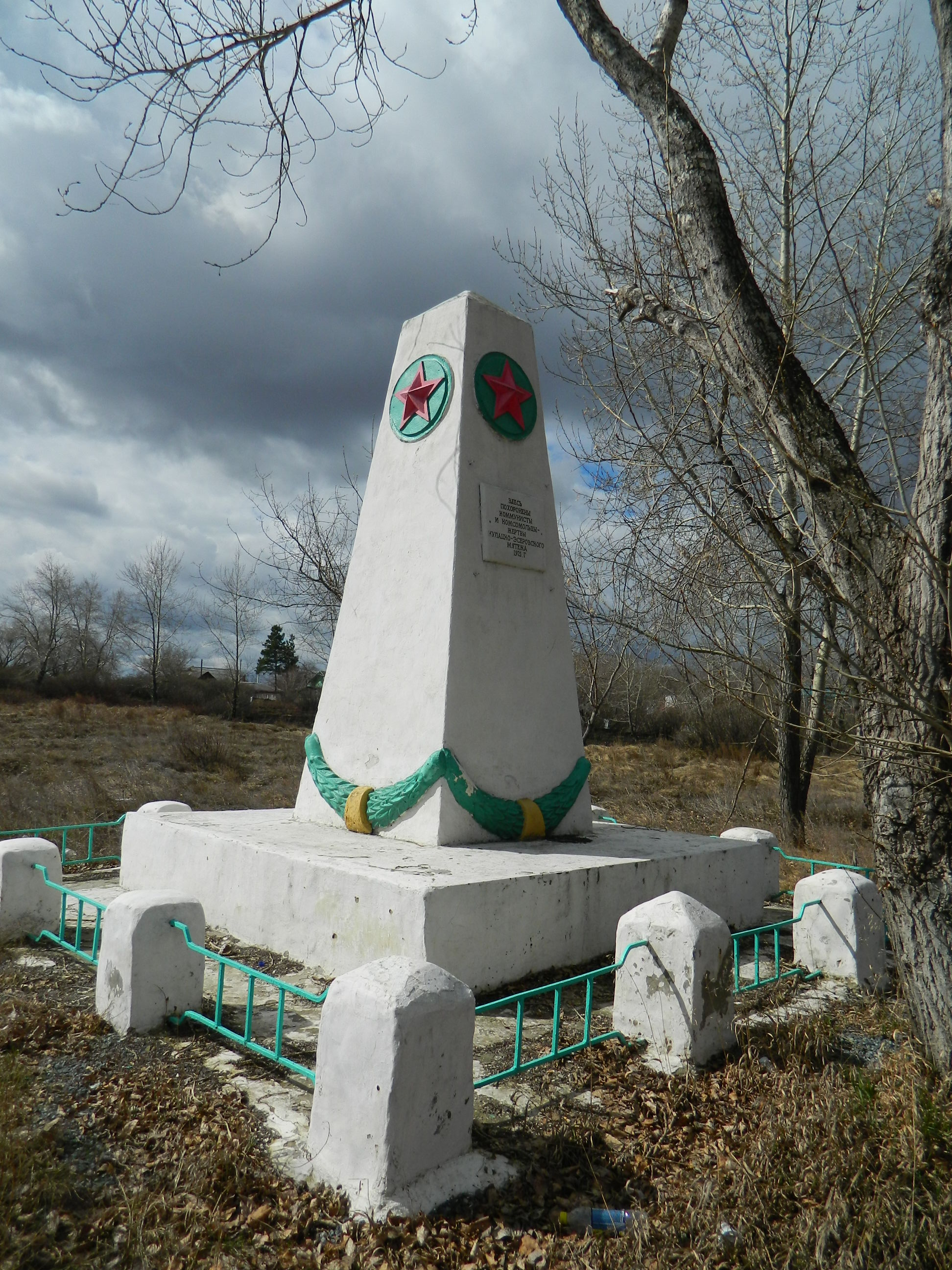
Братская могила жертв Ишимского восстания

К середине февраля в северо-западной части
Кокчетавского уезда восстала Корнеевская волость. Под влиянием корнеевцев восстала станица Чалкарская, в которой для формирования повстанческой кавалерии собрали 500 лошадей. Коммунисты оценивали отряды повстанцев в районе Кривоозерного-Чалкарской в 2000 человек. Важнейшее значение имели преувеличенные слухи о победах повстанцев Петропавловского и Ишимского уездов.
Перелом в уезде произошел 18-19 февраля, когда под антикоммунистическими лозунгами восстали станицы к западу и юго-западу от Кокчетава: Лобановская, Аиртавская, Имантавская, Арык-Балыкская, Верхне-Бурлукская, Нижне-Бурлукская, Якши-Янгизставская и Акан-Бурлукская. Из этого района восстание стало стремительно распространяться на восток, к станицам Зерендинская и Сандыктавская, на тракте Кокчетав-Атбасар.
Восстание приняло массовый характер. О нём
Чрезвычайный уполномоченный Сибирского революционного комитета и коммандующий Кокчетавской группой советских войск Евгений Венедиктович Полюдов докладывал: «Самое же движение считаю серьезным. В него втянуто все казачество, до половины крестьянства и часть киргиз». Преобладание в некоторых отрядах казахского населения Полюдов объяснял его неграмотностью. При этом касательно причин недовольств населения председатель Кокчетавской революционной тройки Т. Ф. Розенбах отмечал: «По всем признакам, повстанцы стараются разжечь восстание среди киргизов. Почва для этого благоприятна. Константин Андреевич Попов помнит, какое значение я придавал в докладах губис-полкому невыдаче киргизам мануфактуры и хлеба. Теперь это сказывается - киргизы уже убивают в аулах отдельных красноармейцев».
На борьбу с повстанцами в село Еленинское, в 30 км западнее Кокчетава, уездные власти сосредоточили 200 штыков и 150 сабель с пулеметами. 20 февраля в 10 верстах от Еленовки начался бой с повстанцами. Оставив в плену около 100 человек, бросив начальника штаба и два пулемета без замков, остатки отряда отступили.
Отступление этого отряда навело панику в Кокчетаве. В ночь в ночь на 21 февраля уездная ревтройка оставила город и ушла на северо-восток, в сторону Омска. Розенбах докладывал Омскому губкому, что «400 штыков состояли из всякого сброда», — публики, которая «при первых выстрелах побежала без оглядки». «Нельзя на словах передать весь тот кошмар, который пришлось пережить в Кокчетаве», — добавлял он. Отряд ревтройки остановился в немецком селе Золоторунное, в 90 км от Кокчетава.
23 февраля отряды повстанцев вошли в город Кокчетав и контролировали его на протяжении 10 дней. Они успели создать Главный военный совет, штаб, комендатуру, объявили всеобщую мобилизацию, начали работу над устройством органов власти. Объявили о создании в волостях и станицах вместо исполнительных комитетов временных военных советов в составе председателя, двух заместителей по военной и хозяйственной частям и секретаря, в прочих селениях и аулах — сельских и аульных военных советов с одним заместителем. Формировались такие крупные единицы, как «мужицкая армия», руководимая поручиком Войтовичем, «Курганская освободительная дивизия», «Восточная группа», «Петуховская группа», «Ишимская народная армия», «Первая Сибирская кавалерийская дивизия» из казаков (1-я Сибирская казачья дивизия).
В Кокчетавской типографии печатались приказы, воззвания, распространялись слухи о падении Омска и Иркутска. В пропаганде использовались идеи «истинного народовластия», лозунг звучал как «Да здравствует свободная торговля и свободный труд! Долой коммунистов, да здравствует чистая Советская власть!». Хотя восстание носило чётко выраженный антикоммунистический характер, его участники стремились отделить советы от коммунистов. Некоторые воззвания, вроде «Мы боремся за чисто Советскую народную власть», были схожи с политическими лозунгами социалистов-революционеров. Это упоминал и В. И. Ленин, подмечая связь, согласно которой «восстания происходят как раз в тех районах, из которых мы берём хлеб», и обвиняя в этой связи эсеров.
В городе новая власть производила аресты, но никого не расстреливала. При этом отдельные восставшие устраивали самосуд над представителями власти и их родственниками, убивали продработников. В ответ на жестокие расправы над партийными функционерами красноармейцы зачастую открывали огонь по первым увиденным людям при входе в населённый пункт. Отдельно была «наказана» за участие в восстание прослойка казачества: только в окрестностях Кокчетава было уничтожено 9 казачьих станиц.
На подавление восстания в соседнем Атбасарском уезде был организован отряд во главе с помощником начальника уездной милиции И. Плескачом. Попытки повстанцев уничтожить отряд Плескача не принесли успеха.12 марта из Акмолинского уезда к атбасарскому отряду прибыло подкрепление. Это соединило значительные силы повстанцев на западе Кокчетавского уезда и отвлекло их внимание от главного направления удара карательных войск Красной армии. В первых же числах марта Южная группа советских войск, действовавшая под Петропавловском, очистила тракт Петропавловск-Кокчетав.
5 марта в ходе ожесточенного двухчасового боя повстанцев выбили из Кокчетава. При отступлении повстанцев в пяти верстах от города ими было брошено около 600 пленных советских работников и красноармейцев.
За неделю Южная группа войск заняла фактически все населённые пункты в окрестностях города. Бои продолжались с 12 по 22 марта  с большими потерями на стороне восставших. Только в боях за станицу Лобаново они потеряли убитыми и раненными около 1100 человек. Часть повстанцев, не сдавшихся советской власти, через Акмолинские степи ушла на юг. На время им удалось захватить город Каркаралинск, но в середине апреля регулярные войска выбили их. Часть повстанцев была уничтожена, а спасшимся удалось уйти на территорию Китая. Разрозненные повстанческие отряды встречались до 1923 года.
Восстание было подавлено властями в самой жестокой форме. На местах нахождения регулярных войск творился самосуд теперь уже со стороны красноармейцев и командиров. В сводках было много сообщений о «грабежах, насилиях, убийствах и других беззаконных действиях, чинимых войсками в отношении сельского населения в местах расквартирования войск».Определить количество погибших повстанцев было тяжело. Только по данным председателя Сибирского революционного комитета И.Н. Смирнова, к 12 марта 1921 г. в Ишимском и Петропавловском уездах было убито около 22 тыс. повстанцев. В подавлении восстания принимала участие большая часть 400-тысячной армии, находящейся на территории Сибири на тот момент.
После взятия регулярными войсками сёл и станиц Кокчетавского уезда Чрезвычайная тройка по Сибири уже 31 марта вынесла смертные приговоры 55 повстанцам уезда. После ликвидации восстания в Имантавской станице было расстреляно около 40 человек, в селе Лобаново - 11 человек. Сохранился список, состоящий из фамилий 232 повстанцев, расстрелянных в Кокчетавском уезде в дни подавления восстания.
Причиной поражения стала неспособность повстанцев, состоявших их сельского населения, противостоять регулярным войскам. Более того, они не ставили своей целью захват государственной власти, выступая лишь против тотальной конфискации необходимого продовольствия и скота. Продовольственная политика центральных и местных властей, не считавшаяся с интересами и возможностями сельских жителей, а также методы проведения этой политики, использовавшие насилие и унижавшие человеческое достоинство, постоянное увеличение силового давления создали ситуацию, из которой население нашло выход только в вооруженной борьбе.
Во время разгара восстание в Москве проходил Х съезд РКП(б), на котором был провозглашён курс на новую экономическую политику, в соответствии с которой продразверстка заменялась продовольственным налогом. Однако он вводился только в тех губерниях, которые выполнили продразверстку. Петропавловский и Кокчетавский уезды, прежде чем перейти к сдаче продналога, должны были рассчитаться с Центром по долгам прошлого года, оставшимся от продразвёрстки.

## Последствия
11 мая 1921 года в Акмолинской губернии было введено военное положение для вывоза изъятого хлеба. Продорганы сначала принимали форму принудительных товарообменов. Затем начали попросту реквизировать у населения продукты питания. Именно таким способом была изъята основная масса хлеба, заготовленного государством к июлю 1921 г. Выполнение этих «боевых заданий», наряду с причинами естественного характера, имело чрезвычайные последствия: в 1921 и 1922 гг. в хлебных районах Северного Казахстана разразился голод, в ходе которого погибло до 20% всего казахского населения.
Пользуясь обширностью и малолюдностью казахских степей туда устремлялись участники разгромленных выступлений. Уцелевшие повстанцы Омской, Тобольской, Челябинской губерний вошли в Народную дивизию, которая которая действовала в Семипалатинской губернии. Её лидером стал есаул С. Г. Токарев, во время Ишим-Петропавловского восстания командовавший 1-й Сибирской казачьей дивизией. Токарев приблизился к Семипалатинску, а в апреле 1921 г. занял Каркаралинск, расправившись с верхушкой уездного руководства.
Антибольшевистские восстания в Западной Сибири продолжались ещё более года.
На протяжении долгого времени в советской историографии восстание характеризовалось, как провокация эсеров и «бандитский бунт». Эту точку зрения продвигали В. И. Ленин, И. П. Павлуновский, работник партийно-советского аппарата Ишимского уезда Т. Д. Корушин, автор монографии 1961 года «Разгром западносибирского кулацко-эсеровского мятежа 1921 г.» М. А. Богданов. Т. Д. Корушин отмечал, что Ишим недостаточно быстро принимал новую власть в октябре 1917 года, называл восстание кулацким, и признавал лишь «некоторое значение продразвёрстки, как экономического фактора». Многие современные исследователи фокусируются на политике «военного коммунизма», раскулачивания, прежде всего — продразвёрстки, а также произвола властей, отказывавшихся идти навстречу людям, в том числе в виду неурожая, как на основных причинах восстания.